# التمرد العراقي (2003–2006)
التمرد العراقي (2003–2006) هي اولى مراحل التمرد العراقي، فيعد سلسلة من النزاعات المسلحة حدثت بعد الغزو الأمريكي للعراق، كانت غايتها إخراج قوات التحالف الدولي بقيادة الولايات المتحدة من العراق ، استمر هذه المرحلة من التمرد من 1 مايو 2003 الى 22 فبراير 2006، تلى هذه المرحلة (الحرب الأهلية العراقية (2006-2008)) والتي تعد حرب طائفيّة عنيفة.

## الخلفية

### مقدمات التمرد
أدى عدد من العوامل إلى نشأة التمرد العراقي. لم تتمكن القوات الغازية بقيادة الولايات المتحدة من ملء فراغ السلطة الفوري الناجم عن الانهيار المفاجئ لسلطة دولة شديدة المركزية، ما أدى إلى أسابيع من الفوضى الفعلية. أدى تفشي النهب خلال هذه الفترة الزمنية، وعدم قدرة قوات التحالف على السيطرة على الوضع إلى استياء العراقيين. أيضًا فإن الانهيار السريع غير المتوقع لنظام صدام حسين كان يعني أن القوات الغازية لم تشتبك مع جيشه وتهزمه هزيمةً حاسمة في أي معركة كبرى. تفرقت القوات المسلحة العراقية ببساطة، بأسلحتهم في كثير من الأحيان، إلى منازلهم. سبب آخر للاستياء هو عدم وجود مساعدات إنسانية فورية وجهود إعادة الإعمار للعراقيين الذين يعانون من الغزو،[بحاجة لمصدر] وارتابت عدد من الفصائل من النوايا الأمريكية طويلة المدى. وأدى سلوك بعض الجنود الأمريكيين إلى تصعيد التوترات.[بحاجة لمصدر] لجنة عزل حزب البعث التي شكلتها سلطة التحالف المؤقتة، وطبيعة اختيار مجلس الحكم، والقرارات السياسية الأخرى فسرها العرب السنة بأنها إجراءات تهدف إلى تمييز المجتمع. ما شجع على بداية التوترات الطائفية.[بحاجة لمصدر]
جاء أعضاء الجماعات المتمردة من مصادر متنوعة. أعضاء سابقون في الأجهزة الأمنية لنظام البعث، وضباط عسكريون سابقون، وبعض أعضاء حزب البعث الآخرين، ذُكروا بوصفهم أعضاء في الجماعات المتمردة. في الواقع، شكلت هذه العناصر العمود الفقري الأساسي للتمرد الناشئ.[بحاجة لمصدر] البداية، أعرب معظم الأعضاء السابقين في حزب البعث والجنود العراقيين السابقين عن استعدادهم لتقديم تنازلات مع قوات التحالف. ومع ذلك، فقد العديد وظائفهم ومعاشاتهم مع حل الجيش العراقي. أيضًا فإن عدم استعداد سلطة التحالف المؤقتة للتفاوض مع عناصر البعث السابقة، وفر قوة دافعة للتمرد الأولي. في حين كان 80% من الضباط من السنة، كان 80% من قوام الجيش النظامي ورتبه من الشيعة.[بحاجة لمصدر] السجناء الذين أطلق صدام حسين سراحهم من السجن قبل اختفائه مصدرًا آخر للمجندين المتمردين وفصائل الجريمة المنظمة.[بحاجة لمصدر] أخيرًا، عززت حدود العراق المليئة بالثغرات والمتمردين الأجانب اللاحقين التمرد.[بحاجة لمصدر]

## تاريخ

### بدء التمرد (مايو - يونيو 2003)
في مايو 2003، بعد هزيمة القوات العراقية النظامية وحلها، لاحظ الجيش الأمريكي موجة متزايدة من الهجمات على القوات الأمريكية في مناطق مختلفة، ما يسمى «المثلث السني»، خاصةً في بغداد والمناطق المحيطة بالفلوجة وتكريت. تألفت الهجمات من مجموعات صغيرة من رجال حرب العصابات المشتبه بهم يطلقون بنادق هجومية وقذائف آر بي جي، واستخدام العبوات الناسفة ضد الدوريات والقوافل الأمريكية في الهجمات، التي غالبًا ما كانت سيئة التخطيط وأظهرت ضعف الرماية والتدريب. وفي كثير من الحالات قُتل المتمردون في نيران الرد. اتهم الجيش الأمريكي فلول حزب البعث وفدائيي صدام والميليشيات بارتكاب الهجمات. ربما كان العديد من هذه الهجمات بفعل أعضاء سابقين ساخطين في الجيش العراقي. كانت التوترات بين القوات الأمريكية وسكان الفلوجة شديدة خصوصًا، مع انتشار أعمال الشغب والمناوشات الصغيرة.

### رد التحالف ومكافحة التمرد (يونيو – سبتمبر 2003)
ردًا على ذلك، في 9 يونيو، شن الجيش الأمريكي عملية ضربة شبه الجزيرة، إذ اجتاح 2000 جندي من فرقة الحصان الحديدي شبه جزيرة الضلوعية في نهر دجلة في المثلث السني، واعتقلوا 397 عراقيًا، أُطلق سراح جميع المعتقلين تقريبًا لاحقًا، وفشلت العملية في وقف مد الهجمات. اُطلقت سلسلة من العمليات المماثلة طوال الصيف في المثلث السني، مثل جهود عملية (Sidewinder)، وعملية جبل الصودا، وعملية (Ivy Serpent). إحدى العمليات، المعروفة باسم عملية عقرب الصحراء، نجحت في تدمير معسكر يضم أكثر من 70 مقاتلًا محليًا، ربما على صلة بفدائيي صدام، قرب بلدة راوة الحدودية السورية.
مع ذلك، فشلت هذه الخطوة لمكافحة التمرد في قمعه. فشلت عمليات التمشيط في وقف مد الهجمات، التي بلغ عددها في صيف 2003 نحو 12 في اليوم وأسفرت في المتوسط عن مقتل جندي أمريكي واحد وإصابة 7 آخرين يوميًا. بدأ المقاتلون تبني تكتيكات جديدة أعقد، مثل زرع العبوات الناسفة واستخدام قذائف الهاون، ونصب الكمائن بشكل أفضل. مع أن بعض العمليات الإنسانية أُدرجت في ما كان يُقصد به أن يكون إستراتيجية «الجزرة والعصا»، فإن عمليات التطويق والتفتيش تعرضت لانتقادات على نطاق واسع كونها شديدة الوضوح وغير مستهدفة بعناية. الأعداد الكبيرة من العراقيين الأبرياء الذين اعتقلوا خلال المداهمات، وإزالة النخيل والأشجار لحرمان العصابات من غطاء الكمائن -التي مثلت سبل عيش العديد من المزارعين- وعدم إعادة الخدمات الأساسية مثل المياه والكهرباء إلى الوضع السابق. بدأت مستويات الحرب بزيادة المقاومة القومية بين السنة، وبدأت تؤدي إلى خيبة أمل الشعب العراقي. مع قرب انتهاء الصيف، بدأت سلسلة من التفجيرات الانتحارية التي أشارت إلى تزايد التهديدات الإرهابية المرتبطة بإسلاميين. وتفجير فندق استهدف الأمم المتحدة في 19 أغسطس/آب، وكان الانفجار الهائل في مرقد الإمام علي، الذي أدى إلى مقتل آية الله محمد باقر الحكيم مع عشرات آخرين بعد عشرة أيام فقط بمثابة بداية لمرحلة أخرى من الصراع.
بدأ جهد التحالف في أغسطس لزيادة جمع المعلومات الاستخبارية البشرية من أجل استهداف العمليات بدقة أكبر. لم يكن هدف تلك الجهود حصد نتائج محدودة ومؤقتة في منطقة شمال ووسط البلاد -التي تشمل تكريت وصولًا إلى الحدود الجنوبية من الموصل وكركوك- إذ قادت القوات على مدى 6 أشهر حملات ضد مخابئ الأسلحة المنتمية أساسًا إلى فدائيي صدام وفلول المقاومة البعثية. مع ذلك، شهدت معظم المناطق السنية أن الوضع العسكري يزداد صعوبةً بالنسبة إلى الولايات المتحدة إذ بدأت المقاومة القومية الساخطة بالسيطرة.

### هجوم رمضان (أكتوبر – نوفمبر 2003)
في أكتوبر 2003، بدأت كثافة هجمات المتمردين ووتيرتها بالازدياد. في نهاية تشرين الأول/أكتوبر، حدثت سلسلة من أربع هجمات انتحارية بسيارات مفخخة متزامنة على الشرطة العراقية والصليب الأحمر الدولي، تلاها سريعًا تصاعد حاد في هجمات حرب العصابات، ما أدى إلى تمرد أطلق عليه هجوم رمضان، إذ تزامن ذلك مع بداية شهر رمضان المقدس عند المسلمين. وصلت الهجمات إلى نحو 50 يوميًا، إلى جانب سلسلة من عمليات إسقاط طائرات الهليكوبتر.